# حقوق ذکر نشده در قانون اساسی
حقوق تصریح نشده در قانون اساسی (به انگلیسی Unenumerated rights)، حقوق طبیعی و قانونی استنباط‌شده از دیگر حقوقی است که در قوانین موجود، مانند قانون اساسی، به صورت ضمنی ذکر شده‌است، اما خود این قوانین صریحاً در متن صریح قانون بیان یا «ذکر» نشده‌اند. اصطلاحات جایگزینی که گاهی استفاده می‌شود عبارتند از: حقوق ضمنی (به انگلیسی implied rights)، حقوق طبیعی (به انگلیسی natural rights)، حقوق اساسی و حقوق پیشینه (به انگلیسی background rights).